# أنطوانيت ستيرلينغ
أنطوانيت ستيرلينغ (بالإنجليزية: Antoinette Sterling)‏ هي مغنية أمريكية، ولدت في 23 يناير 1850، وتوفيت في 10 يناير 1904 في هامبستاد في المملكة المتحدة.